# Liste des épisodes de Tsubasa Reservoir Chronicle
Voici la liste des épisodes de l'anime Tsubasa Reservoir Chronicle.
Il est constitué de deux saisons avec chacune 26 épisodes de 25 minutes.

## Tsubasa Chroniclesaison 1
| No | Titre français                 | Titre japonais   | Titre japonais         | Date de 1re diffusion |
| No | Titre français                 | Kanji            | Rōmaji                 | Date de 1re diffusion |
| -- | ------------------------------ | ---------------- | ---------------------- | --------------------- |
| 1  | L'inévitable rencontre         | 必然のデアイ     | Hitsuzen no Deai       | 9 avril 2005          |
| 2  | La force de combattre          | 戦うチカラ       | Tatakau Chikara        | 16 avril 2005         |
| 3  | Le sabre du démon              | 破魔のカタナ     | Hama no Katana         | 23 avril 2005         |
| 4  | La disparition                 | 汚れなき放浪     | Kegare Naki Hōrō       | 30 avril 2005         |
| 5  | Un combat des magiciens        | 魔術師のバトル   | Majutsushi no Batoru   | 7 mai 2005            |
| 6  | Le réveil de Sakura            | 泣かないナミダ   | Nakanai Namida         | 14 mai 2005           |
| 7  | Souvenirs flous                | 砕けたカタミ     | Kudaketa Katami        | 21 mai 2005           |
| 8  | Bénie des Dieux                | 神の愛娘         | Kami no Manamusume     | 28 mai 2005           |
| 9  | Une femme inquiétante          | 妖しきオンナ     | Ayashiki Onna          | 4 juin 2005           |
| 10 | Le miroir des adieux           | 別離のカガミ     | Wakare no Kagami       | 11 juin 2005          |
| 11 | L'ultime combat                | 選ばれたアシタ   | Erabareta Ashita       | 18 juin 2005          |
| 12 | Un sourire réconfortant        | 暖かなエガオ     | Atatakana Egao         | 25 juin 2005          |
| 13 | Un conte de fée chimérique     | まぼろしのオトギ | Maboroshi no Otogi     | 2 juillet 2005        |
| 14 | Révélation                     | 真実のレキシ     | Shinjitsu no Rekishi   | 9 juillet 2005        |
| 15 | La trahison du Dr. Kyle        | 信じるココロ     | Shinjiru Kokoro        | 16 juillet 2005       |
| 16 | La malédiction des dieux       | 強さと優しさ     | Tsuyosa to Yasashisa   | 23 juillet 2005       |
| 17 | Le pays des cerisiers en fleur | 桜の国のカフェ   | Sakura no Kuni no Kafe | 30 juillet 2005       |
| 18 | Entre chiens et chats          | にゃんことワンコ | Nyanko to Wanko        | 20 août 2005          |
| 19 | La force de vivre              | 生きるカクゴ     | Ikiru Kakugo           | 27 août 2005          |
| 20 | Piano à l'heure du crépuscule  | 午後のピアノ     | Gogo no Piano          | 3 septembre 2005      |
| 21 | Le visage du monstre           | 鬼児のスガオ     | Oni no Sugao           | 10 septembre 2005     |
| 22 | Souvenir ancré                 | 消せないキオク   | Kesenai Kioku          | 17 septembre 2005     |
| 23 | Et la vie s'achève             | 消えゆくイノチ   | Kie yuku Inochi        | 24 septembre 2005     |
| 24 | L'épée du feu                  | 死闘のヤイバ     | Shitō no Yaiba         | 1er octobre 2005      |
| 25 | La fin de la partie            | 究極のゲーム     | Kyūkyoku no Gēmu       | 8 octobre 2005        |
| 26 | Un ultime vœu                  | 最後の願い       | Saigo no Negai         | 15 octobre 2005       |

## Tsubasa Chroniclesaison 2
| No      | Titre français                       | Titre japonais     | Titre japonais      | Date de 1re diffusion |
| No      | Titre français                       | Kanji              | Rōmaji              | Date de 1re diffusion |
| ------- | ------------------------------------ | ------------------ | ------------------- | --------------------- |
| 1 (27)  | La course dangereuse                 | 危険なレース       | Kiken na Rēsu       | 29 avril 2006         |
| 2 (28)  | Les trois insignes                   | 三つのバッジ       | Mittsu no Bajji     | 5 mai 2006            |
| 3 (29)  | L'objectif de la gloire              | 栄光のゴール       | Eikō no Gōru        | 13 mai 2006           |
| 4 (30)  | Le triste miracle                    | 哀しいキセキ       | Kanashii Kiseki     | 20 mai 2006           |
| 5 (31)  | La décision du garçon                | 少年のケツイ       | Shōnen no Ketsui    | 27 mai 2006           |
| 6 (32)  | Un jour avec le magicien             | 魔術師とデート     | Majutsushi to Dēto  | 3 juin 2006           |
| 7 (33)  | L'histoire d'Ashura                  | 阿修羅のイワレ     | Ashura no Iware     | 10 juin 2006          |
| 8 (34)  | L'éternel combat                     | 終わりなきイクサ   | Owarinaki Ikusa     | 17 juin 2006          |
| 9 (35)  | Les deux souvenirs                   | ふたつのキオク     | Futatsu no Kioku    | 24 juin 2006          |
| 10 (36) | Un sentiment qui transcende le temps | 時をこえるオモイ   | Toki o Koeru Omoi   | 1er juillet 2006      |
| 11 (37) | Mokona, dessinateur                  | おえかきモコナ     | Oekaki Mokona       | 8 juillet 2006        |
| 12 (38) | Une route dangereuse                 | 危険なロード       | Kiken na Rōdo       | 15 juillet 2006       |
| 13 (39) | Le début de la fin                   | 始まりのワカレ     | Hajimari no Wakare  | 22 juillet 2006       |
| 14 (40) | Acier noir                           | 黒き鋼             | Kuroki Hagane       | 29 juillet 2006       |
| 15 (41) | Le secret de la bibliothèque         | 図書館のヒミツ     | Toshokan no Himitsu | 5 août 2006           |
| 16 (42) | Nostalgie                            | 望郷のカナタ       | Bōkyō no Kanata     | 26 août 2006          |
| 17 (43) | La cinquième promesse                | 五つ目のチカイ     | Itsutsume no Chikai | 2 septembre 2006      |
| 18 (44) | Kerobero et Mokona                   | ケロちゃんとモコナ | Kero-chan to Mokona | 9 septembre 2006      |
| 19 (45) | Le deuxième procès                   | 二度目のクナン     | Nidome no Kunan     | 16 septembre 2006     |
| 20 (46) | La clé des arts secrets              | 秘術のゴクイ       | Hijutsu no Gokui    | 23 septembre 2006     |
| 21 (47) | Sakura travaille                     | はたらくサクラ     | Hataraku Sakura     | 30 septembre 2006     |
| 22 (48) | Chaos, le roi des plumes             | 羽王カオス         | Haō Kaosu           | 7 octobre 2006        |
| 23 (49) | Souhait déformé                      | 歪んだネガイ       | Yuganda Negai       | 14 octobre 2006       |
| 24 (50) | Les amis de la détermination         | 決意のナカマ       | Ketsui no Nakama    | 21 octobre 2006       |
| 25 (51) | Un esprit congelé                    | 凍てつくミタマ     | Itetsuku Mitama     | 28 octobre 2006       |
| 26 (52) | Des ailes pour demain                | 明日へのツバサ     | Asu e no Tsubasa    | 4 novembre 2006       |